# Seznam šampionů Oktagonu MMA
Oktagon MMA je organizace, která pořádá zápasy ve smíšených bojových uměních. Zápasníci jsou rozděleni podle váhy a pohlaví – muži do osmi vah, ženy do tří. Bojovníci jsou řazeni podle žebříčku a v jeho popředí, před prvním, je držitel titulu, šampion.
Toto je historický seznam šampionů.
Pokud nesporný šampion delší dobu nezápasí obvykle je mu titul odebrán, ve výjimečných případech se bojuje o pás prozatímního šampiona.

## Muži

### Těžká váha – Heavyweight
93 až 120.2 kg (205 až 265 lb)
| Pořadí | Jméno                                | Událost                                          | Datum              | Obhajoby                                   |
| --- | ------------------------------------ | ------------------------------------------------ | ------------------ | ------------------------------------------ |
| 1 | Michal Martínek def. Daniel Dittrich | Oktagon 7 Praha, Štvanice                        | 28. července 2018  | 1. Viktor Pešta na Oktagon 15 (11.09.2019) |
| Martínek v dubnu 2020 přestoupil do organizace PFL, která se však kvůli pandemii covidu-19 pro tento ročník nerozběhla. Následně přešel do ACA. |                                      |                                                  |                    |                                            |
| 2 | Martin Buday def. Kamil Minda        | Oktagon 25 Brno, Zoner BOBYHALL                  | 19. června 2021    | –                                          |
| Buday se přes Dana White´s Tuesday Night Contender Series dostal do UFC.                                                                        |                                      |                                                  |                    |                                            |
| 3 | Hatef Moeil def. Lazar Todev         | Oktagon 49 Kolín nad Rýnem, Lanxess Arena        | 18. listopadu 2023 | –                                          |
| Moeil nenastoupil do odvetného zápasu proti Lazaru Todevovi na turnaji Oktagon 64.                                                              |                                      |                                                  |                    |                                            |
| 4 | Will Fleury def. Lazar Todev         | Oktagon 68 Hans Martin Schleyer Halle, Sttutgart | 8. března 2025     | –                                          |

### Polotěžká váha – Light Heavyweight
83,9 až 93 kg (185 až 205 lb)
| Pořadí | Jméno                                               | Událost                           | Datum             | Obhajoby                                                                             |
| ------ | --------------------------------------------------- | --------------------------------- | ----------------- | ------------------------------------------------------------------------------------ |
| 1      | Viktor Pešta def. Stephan Pütz                      | Oktagon 28 Praha, O2 Universum    | 25. září 2021     | –                                                                                    |
|        | Pešta odešel do organizace PFL.                     |                                   |                   |                                                                                      |
| 2      | Karlos Vémola def. Aleksandar Ilić                  | Oktagon 34 Praha, Štvanice        | 23. července 2022 | 1. Pavol Langer na Oktagon 47 (10.07.2023) 2. Attila Végh na Oktagon 58 (04.08.2024) |
| —      | Pavol Langer def. Alexander Poppeck o interim titul | Oktagon 44 Oberhausen, Oberhausen | 17. června 2023   | –                                                                                    |
| 3      | Will Fleury def. Karlos Vémola                      | Oktagon 65 O2 Arena, Praha        | 29. prosince 2024 | –                                                                                    |

### Střední váha – Middleweight
77,1 až 83,9 kg (170 až 185 lb)
| Pořadí                                                                                 | Jméno                                                   | Událost                                  | Datum             | Obhajoby |
| -------------------------------------------------------------------------------------- | ------------------------------------------------------- | ---------------------------------------- | ----------------- | --- |
| 1                                                                                      | Karlos Vémola def. Alex Lohoré                          | Oktagon 20 Brno, Zoner BOBYHALL          | 30. prosince 2020 | – |
| Vémola na turnaji Oktagon 22 v obhajobě s Ďatelinkou nenavážil a titul mu byl odebrán. |                                                         |                                          |                   | |
| —                                                                                      | Samuel Krištofič def. Marcin Naruszczka o interim titul | Oktagon 26 Praha, Štvanice               | 24. července 2021 | – |
| 2                                                                                      | Patrik Kincl def. Samuel Krištofič                      | Oktagon 31 Praha, O2 Arena               | 26. února 2022    | 1. Alex Lohoré na Oktagon 35 (09.17.2022) 2. Karlos Vémola na Oktagon 43 (05.20.2023) 3. Piotr Wawrzyniak na Oktagon 54 (03.02.2024) |
| —                                                                                      | Piotr Wawrzyniak def. Vlasto Čepo o interim titul       | Oktagon 51 Praha, O2 Arena               | 29. prosince 2023 | – |
| 3                                                                                      | Kerim Engizek def. Patrik Kincl                         | Oktagon 62 Frankfurt, Deutsche Bank Park | 12. října 2024    | – |
| —                                                                                      | Machmud Muradov def. Patrik Kincl o interim titul       | Oktagon 72 Praha, Fortuna aréna          | 14. června 2025   | |

### Velterová váha – Welterweight
70,3 až 77,1 kg (155 až 170 lb)
| Pořadí                                                            | Jméno                          | Událost                            | Datum              | Obhajoby |
| ----------------------------------------------------------------- | ------------------------------ | ---------------------------------- | ------------------ | --- |
| 1                                                                 | David Kozma def. Gábor Boráros | Oktagon 10 Praha, O2 Aréna         | 17. listopadu 2018 | 1. Samuel Krištofič na Oktagon 11 (03.16.2019) 2. Maté Kertész na Oktagon 17 (10.17.2020) 3. Leandro Silva na Oktagon 24 (05.29.2021) 4. Bojan Veličkovič na Oktagon 29 (12.04.2021) 5. Petr Kníže na Oktagon 32 (04.09.2022) |
| 2                                                                 | Kaik Brito def. David Kozma    | Oktagon 37 Ostrava, Ostravar Arena | 3. prosince 2022   | – |
| Brito uvolnil titul kvůli účasti v Dana White's Contender Series. |                                |                                    |                    | |
| 3                                                                 | Ion Surdu def. Kaik Brito      | Oktagon 64 Mnichov, SAP Garden     | 7. prosince 2024   | – |

### Lehká váha – Lightweight
65,8 až 70,3 kg (145 až 155 lb)
| Pořadí                              | Jméno                                               | Událost                                  | Datum             | Obhajoby |
| ----------------------------------- | --------------------------------------------------- | ---------------------------------------- | ----------------- | -------- |
| 1                                   | Mateusz Legierski def. Miroslav Štrbák              | Oktagon Prime 3 Šamorín, X-Bionic Sphere | 15. února 2020    | –        |
| Legierski odešel do KSW.            |                                                     |                                          |                   |          |
| 2                                   | Ivan Buchinger def. Ronald Paradeiser               | Oktagon 21 Brno, Zoner BOBYHALL          | 30. ledna 2021    | –        |
| —                                   | Losene Keita def. Ronald Paradeiser o interim titul | Oktagon 31 O2 Aréna, Praha               | 2. února 2022     | –        |
| 4                                   | Losene Keita def. Ivan Buchinger                    | Oktagon 33 Frankfurt, Festhalle          | 4. června 2022    | –        |
| Keita přišel o titul kvůli zranění. |                                                     |                                          |                   |          |
| 5                                   | Ronald Paradeiser def. Ivan Buchinger               | Oktagon 50 Ostrava, Ostravar Arena       | 9. prosince 2023  | –        |
| 6                                   | Losene Keita def. Ronald Paradeiser                 | Oktagon 65 O2 Aréna, Praha               | 29. prosince 2024 | –        |

### Pérová váha – Featherweight
61,2 až 65,8 kg (135 až 145 lb)
| Pořadí                                                    | Jméno                                           | Událost                               | Datum            | Obhajoby                                   |
| --------------------------------------------------------- | ----------------------------------------------- | ------------------------------------- | ---------------- | ------------------------------------------ |
| 1                                                         | Ivan Buchinger def. Vojto Barborík              | Oktagon 27 Bratislava, Ondreja Nepelu | 11. září 2021    | –                                          |
| Buchinger přišel o titul kvůli zranění.                   |                                                 |                                       |                  |                                            |
| 2                                                         | Mate Sanikidze def. Jakub Tichota               | Oktagon 37 Ostrava, Ostravar Arena    | 3. prosince 2022 | 1. Losene Keita na Oktagon 45 (07.29.2023) |
| —                                                         | Losene Keita def. Jakub Tichota o interim titul | Oktagon 42 Bratislava, Ondreja Nepelu | 29. dubna 2023   | –                                          |
| Sanikidze uvolnil titul kvůli přechodu do bantamové váhy. |                                                 |                                       |                  |                                            |
| 3                                                         | Losene Keita def. Niko Samsonidse               | Oktagon 50 Ostrava, Ostravar Arena    | 9. prosince 2023 | –                                          |

### Bantamová váha – Bantamweight
56,7 až 61,2 kg (125 až 135 lb)
| Pořadí                         | Jméno                                          | Událost                                  | Datum             | Obhajoby                                     |
| ------------------------------ | ---------------------------------------------- | ---------------------------------------- | ----------------- | -------------------------------------------- |
| 1                              | Tomáš Deák def. Filip Macek                    | Oktagon 14 Bratislava, Ondreja Nepelu    | 14. září 2019     | –                                            |
| Deák odešel do organizace ACA. |                                                |                                          |                   |                                              |
| 2                              | Jonas Mågård def. Filip Macek                  | Oktagon Prime 4 Pardubice, Enteria Arena | 6. listopadu 2021 | 1. Gustavo Lopez na Oktagon 41 (04.15.2023 ) |
| —                              | Gustavo Lopez def. Filip Macek o interim titul | Oktagon 38 Praha, O2 Arena               | 30. prosince 2022 | –                                            |
| 3                              | Felipe Lima def. Jonas Mågård                  | Oktagon 45 Speciál Praha, Štvanice       | 29. července 2023 | –                                            |
| Lima odešel do organizace UFC. |                                                |                                          |                   |                                              |

### Muší váha – Flyweight
do 56,7 kg (do 125 lb)
| Pořadí | Jméno                               | Událost                                    | Datum             | Obhajoby |
| --- | ----------------------------------- | ------------------------------------------ | ----------------- | -------- |
| 1 | Elias Garcia def. Aaron Aby         | Oktagon 48 Manchester, AO Arena            | 4. listopadu 2023 | –        |
| Garcia přišel o titul pro opakované odmítnutí zápasu.                                                                                            |                                     |                                            |                   |          |
| 2 | Sam Creasey def. Aaron Aby          | Oktagon 56 Birmingham, Resorts World Arena | 20. dubna 2024    | –        |
| 3 | Beno Adamia def. Sam Creasey        | Oktagon 67 Třinec, Werk Aréna              | 22. února 2025    | –        |
| Adamia byl 27. června 2025 zbaven titulu poté, co se mu nepodařilo nabrat váhu pro obhajobu titulu proti Zhalgasovi Zhumagulovovi na Oktagon 73. |                                     |                                            |                   |          |
| 4 | Zhalgas Zhumagulov def. Beno Adamia | Oktagon 73 Barclays Arena, Hamburg         | 28. června 2025   |          |

## Ženy

### Bantamová váha – Bantamwight
56,7 až 61,2 kg (125 až 135 lb)
| Pořadí | Jméno                                | Událost                     | Datum             | Obhajoby |
| ------ | ------------------------------------ | --------------------------- | ----------------- | -------- |
| 1      | Cecilie Bolander def. Lucie Pudilová | Oktagon 65 Praha, O2 Arréna | 29. prosince 2024 | –        |
| 2      | Lucia Szabová def. Cecilie Bolander  | Oktagon 74 Praha, Štvanice  | 9. srpna 2025     | –        |

### Muší váha – Flyweight
52,2 až 56,7 kg (115 až 125 lb)
| Pořadí                          | Jméno                          | Událost                         | Datum             | Obhajoby |
| ------------------------------- | ------------------------------ | ------------------------------- | ----------------- | -------- |
| 1                               | Tereza Bledá def. Mabelly Lima | Oktagon 30 Brno, Zoner BOBYHALL | 30. prosince 2021 | –        |
| Bledá odešla do organizace UFC. |                                |                                 |                   |          |

### Slámová váha – Strawweight
do 52,2 kg (do 115 lb)
| Pořadí | Jméno                                 | Událost                                  | Datum          | Obhajoby                                  |
| ------ | ------------------------------------- | ---------------------------------------- | -------------- | ----------------------------------------- |
| 1      | Katharina Dalisda def. Jacinta Austin | Oktagon 46 Frankfurt, Festhalle          | 16. září 2023  | 1. Eva Dourthe na Oktagon 53 (02.11.2024) |
| 2      | Mallory Martin def. Katharina Dalisda | Oktagon 62 Frankfurt, Deutsche Bank Park | 12. října 2024 | 1. Eva Dourthe na Oktagon 70 (26.4.2025)  |